# Alberto Botía
Alberto Tomás Botía Rabasco (Alquerías, 27 gennaio 1989) è un calciatore spagnolo, difensore del Kīfisias.

## Carriera

### Club
Inizia la sua carriera nel 2003 tra le file del Real Murcia, venendo acquistato poco tempo dopo dal Barcellona, dove viene aggregato alla squadra B. Dopo una fugace apparizione nella Primera Division durante la stagione 2008-2009, viene ceduto in prestito allo Sporting de Gijón, dove totalizza 26 presenze; la prima apparizione con la sua nuova squadra avviene proprio contro il Barcellona, che riuscirà a vincere per 3-0.
Nel luglio 2010 viene acquistato a titolo definitivo. Nella stagione 2010-2011 totalizza 28 presenze segnando anche una rete nella partita casalinga contro l'RCD Mallorca, terminato 2-0. Dopo aver giocato due stagioni tra Siviglia ed Elche, il 31 luglio 2014 passa all'Olympiakos dal Siviglia.

### Nazionale
Ha giocato nella nazionale spagnola Under-20.
Viene convocato per il campionato europeo di calcio Under-21 2011 dove gioca 5 partite tutte da titolare.

## Statistiche

### Presenze e reti nei club
Statistiche aggiornate al 19 marzo 2017.
| Stagione              | Squadra               | Campionato            | Campionato | Campionato | Coppe nazionali | Coppe nazionali | Coppe nazionali | Coppe continentali | Coppe continentali | Coppe continentali | Altre coppe | Altre coppe | Altre coppe | Totale | Totale |
| Stagione              | Squadra               | Comp                  | Pres       | Reti       | Comp            | Pres            | Reti            | Comp               | Pres               | Reti               | Comp        | Pres        | Reti        | Pres   | Reti   |
| --------------------- | --------------------- | --------------------- | ---------- | ---------- | --------------- | --------------- | --------------- | ------------------ | ------------------ | ------------------ | ----------- | ----------- | ----------- | ------ | ------ |
| 2008-2009             | Barcellona            | PD                    | 1          | 0          | CR              | 0               | 0               | UCL                | 0                  | 0                  | -           | -           | -           | 1      | 0      |
| 2009-2010             | Sporting Gijón        | PD                    | 26         | 0          | CR              | 1               | 0               | -                  | -                  | -                  | -           | -           | -           | 27     | 0      |
| 2010-2011             | Sporting Gijón        | PD                    | 28         | 1          | CR              | 1               | 0               | -                  | -                  | -                  | -           | -           | -           | 29     | 1      |
| 2011-2012             | Sporting Gijón        | PD                    | 34         | 1          | CR              | 2               | 0               | -                  | -                  | -                  | -           | -           | -           | 36     | 1      |
| Totale Sporting Gijón | Totale Sporting Gijón | Totale Sporting Gijón | 88         | 2          |                 | 4               | 0               |                    | -                  | -                  |             | -           | -           | 92     | 2      |
| 2012-2013             | Siviglia              | PD                    | 18         | 1          | CR              | 7               | 1               | -                  | -                  | -                  | -           | -           | -           | 25     | 2      |
| 2013-2014             | Elche                 | PD                    | 33         | 0          | CR              | 2               | 0               | -                  | -                  | -                  | -           | -           | -           | 35     | 0      |
| 2014-2015             | Olympiacos            | SL                    | 17         | 1          | CG              | 3               | 0               | UCL+UEL            | 6+0                | 1                  | -           | -           | -           | 26     | 2      |
| 2015-2016             | Olympiacos            | SL                    | 17         | 4          | CG              | 5               | 0               | UCL+UEL            | 3+2                | 0                  | -           | -           | -           | 27     | 4      |
| 2016-2017             | Olympiacos            | SL                    | 20         | 2          | CG              | 4               | 0               | UCL+UEL            | 2+10               | 0                  | -           | -           | -           | 36     | 2      |
| 2017-2018             | Olympiacos            | SL                    | 13         | 1          | CG              | 2               | 1               | UCL                | 3                  | 0                  | -           | -           | -           | 18     | 2      |
| Totale Olympiakos     | Totale Olympiakos     | Totale Olympiakos     | 67         | 8          |                 | 14              | 1               |                    | 26                 | 1                  |             | -           | -           | 107    | 10     |
| 2018-2019             | Al-Hilal              | SPL                   | 26         | 2          | KCC             | 4               | 0               | -                  | -                  | -                  | SS          | 1           | 0           | 31     | 2      |
| 2019-2020             | Al-Wahda              | SPL                   | 24         | 1          | KCC             | 2               | 0               | -                  | -                  | -                  | -           | -           | -           | 26     | 1      |
| 2020-2021             | Al-Wahda              | SPL                   | 19         | 0          | KCC             | 1               | 0               | -                  | -                  | -                  | -           | -           | -           | 20     | 0      |
| 2021-2022             | Al-Wahda              | PD                    | 20         | 1          | KCC             | 0               | 0               | -                  | -                  | -                  | -           | -           | -           | 20     | 1      |
| 2022-2023             | Al-Wahda              | SPL                   | 7          | 1          | KCC             | 0               | 0               | -                  | -                  | -                  | -           | -           | -           | 7      | 1      |
| Totale Al-Wahda       | Totale Al-Wahda       | Totale Al-Wahda       | 70         | 3          |                 | 3               | 0               |                    | -                  | -                  |             | -           | -           | 73     | 3      |
| 2023-2024             | Kīfisias              | SL                    | 13         | 1          | CG              | 1               | 0               | -                  | -                  | -                  | -           | -           | -           | 14     | 1      |
| Totale carriera       | Totale carriera       | Totale carriera       | 316        | 17         |                 | 35              | 2               |                    | 26                 | 1                  |             | 1           | 0           | 378    | 20     |

## Palmarès

### Club

#### Competizioni nazionali
- Campionato spagnolo: 1

Barcellona: 2008-2009
- Coppa di Spagna: 1

Barcellona: 2008-2009
- Campionato greco: 3

Olympiakos: 2014-2015, 2015-2016, 2016-2017
- Coppa di Grecia: 1

Olympiakos: 2014-2015
- Supercoppa saudita: 1

Al Hilal: 2018
- Souper Ligka Ellada 2: 1

Kīfisias: 2024-2025 (gruppo B)

### Nazionale
- Giochi del Mediterraneo: 1

 Pescara 2009
- Campionato d'Europa Under-21: 1

2011